# エキサイティングゲームRFCナイター
エキサイティングゲームRFCナイター（エキサイティングゲーム アールエフシー ナイター）は、ラジオ福島で放送しているプロ野球中継である。

## 放送データ

### 概要
- 1963年4月からプロ野球中継の放送を開始した。[1]
- 現在のOPは福島競馬実況中継と同一曲を使用している。

### 放送日時
- 18:45～21:00（水～金、最大延長は22:00　2012年までは土曜日も同時刻＜最大延長22:00まで＞されていたが、2013年度は定時編成を組んだため廃止となった）

### 放送ネット内容
- 水～金曜日：NRNナイター（キー局：ニッポン放送）
  - 2009年までは土・日もJRNナイターを放送していたが、2010年のJRNナイター週末分の中止により、土曜日は文化放送発NRNナイターをネット受けし、日曜日の中継は取りやめとなったが、2013年は土曜日も休止となり、週末のナイター放送は後述の日本シリーズ中継を除いて全廃となった。
- 2011年から2022年までは、水曜日に楽天のホームゲームが開催されている場合、通常の放送ネットを切り替えて、東北放送の「TBCパワフルベースボール」（旧：「TBCイーグルスナイター」）をネット受けしていた。2008年も火曜日と水曜日に実施していた。
  - 上記以外の曜日・年度でも、福島県営あづま球場や郡山総合運動場開成山野球場で開催される東北楽天ゴールデンイーグルス主催ゲームが行われる場合、「TBCパワフルベースボール」をネット受けするときがある（2007年・2010年・2013年にネット受け実績あり）。
- いわきグリーンスタジアム、福島県営あづま球場、郡山総合運動場開成山野球場で開催のセ・リーグ主催ゲームは、全国中継の対象になり、かつ制作局と曜日ごとにネット受けする系列と一致しない限り放送されない。前述の楽天主催ゲーム優先曜日と重複した場合の対応は年によって異なる。2011年6月29日（郡山で巨人対ヤクルトが開催）は楽天戦を優先したが、2013年7月10日・2017年6月28日はあづま球場での巨人対ヤクルト（LF制作）、2022年6月29日は郡山での巨人対中日（これもLF制作）のネット受けをそれぞれ優先した。
- いわきグリーンスタジアムで開催された2013年のオールスターゲーム第3戦は通常当番組が放送されない月曜日に行われたが、TBSラジオの中継を臨時に放送した[2]。
- 日本シリーズは、2008年までは開催曜日に合わせたネットワークで全試合放送していた（ただしNRN受け持ちの第4・5戦は、関東開催の場合ニッポン放送と文化放送の制作分をそれぞれ1試合ずつネット）。2009年と2010年は第1・2戦を中継せず、第3戦以降のみを開催曜日に関係なく全試合JRNナイターのネット受けで放送した。2011年からは日本シリーズの中継を原則取りやめとしたが、2013年の楽天のパ・リーグ優勝を機に、同年以降は楽天が出場する年度に限り中継を実施することになった。この場合のネットワークは2008年以前に準じ、土曜と日曜はJRNとなった。
- クライマックスシリーズは2007年にセ・リーグの第2ステージ（巨人対中日）をTBSラジオからのネット受けで放送して以降、中継事例がなかったが、こちらも2013年の楽天のパ・リーグ優勝を機に、楽天主催のナイター試合に限定して中継を実施している。
- 2017年までは火曜日にも放送されていたが、TBSが2017年限りでプロ野球中継関連の業務から撤退したため、2018年から火曜日の中継を廃止。廃止後2023年度までは、『アフター6ジャンクション』の同時ネットを実施。2024年度は19時台に『荻上チキ・Session』を同時ネット、その他の時間帯を自主編成に充てる。

### 制作担当局（2017年）
| 地域（球団）／曜日         | 火        | 水  | 木  | 金  |
| 基本系列                   | JRN       | NRN | NRN | NRN |
| 北海道（日）               | HBC       | STV | STV | STV |
| 宮城（楽）                 | TBC       | TBC | TBC | TBC |
| 関東（巨・ヤ・横・西・ロ） | TBS（RF） | LF  | LF  | LF  |
| 東海（中）                 | CBC       | SF  | SF  | SF  |
| 近畿（神・オ）             | ABC       | MBS | MBS | ABC |
| 広島（広）                 | RCC       | RCC | RCC | RCC |
| 福岡（ソ）                 | RKB       | KBC | KBC | KBC |
| -------------------------- | --------- | --- | --- | --- |

1. ↑  JRN（TBSラジオ）ネットの時はヤクルト主催ゲームの中継はできない（日本シリーズおよび本拠地球場開催のオールスターゲームを除く）。

### スポンサーについて
- 1975年当時の日曜分は各放送局毎にスポンサーが異なっていた。[3]